# Marta Aberturas Rubio
Marta Aberturas Rubio (Gijón, 5 de juliol de 1974) és una exgimnasta rítmica espanyola, campiona del món en modalitat de conjunts (Atenes 1991), a més d'assolir altres nombroses medalles amb la selecció nacional de gimnàstica rítmica d'Espanya.

## Biografia esportiva

### Inicis
Marta Aberturas va néixer a Gijón el 1974, però es va traslladar a Saragossa el 1981. Es va iniciar en la gimnàstica rítmica al Club Escola de Gimnàstica Rítmica de Saragossa. L'agost de 1988 és convocada per Emilia Boneva per entrar a la selecció nacional de gimnàstica rítmica d'Espanya absoluta en la modalitat de conjunts, de la qual passaria a formar part fins a 1991.

### Etapa en la selecció nacional

#### 1988 - 1989: Arribada a l'equip i Mundial de Sarajevo
Durant el temps en què va ser component del conjunt, entrenaria unes 8 hores diàries al Gimnàs Moscardón de Madrid a les ordres de la pròpia Emilia Boneva i d'Ana Roncero, que des de 1982 eren seleccionadora nacional i entrenadora de conjunts respectivament, i conviuria amb totes les integrants de l'equip en una casa a La Moraleja. Va ser gimnasta suplent de l'equip en la major part de les competicions d'aquesta època, encara que seria titular en algunes exhibicions a ciutats espanyoles durant les pretemporades i en torneigs internacionals com el de Karlsruhe. Junt amb la resta del conjunt espanyol va assolir diferents assoliments, com l'or en els Mundials d'Atenes, a més de dues medalles de plata i tres de bronze en diferents Mundials, entre altres consecucions.
Al començament de 1989 assoleix 3 plates en el torneig DTB-Pokal Karlsruhe. Poc després, com a gimnasta suplent, assoleix 3 medalles de bronze en el Campionat del Món de Sarajevo, pujant al podi tant en el concurs general com en les finals de 12 maces, i de 3 cèrcols i 3 cintes. Les assolirà junt amb Beatriz Barral, Lorea Elso, Bito Fuster, Arancha Marty, Mari Carmen Moreno i Vanesa Muñiz, sent suplent a més Nuria Arias. Al desembre de 1989, novament com a suplent, assoleix el bronze a la general de la Wacoal Cup (Japó).

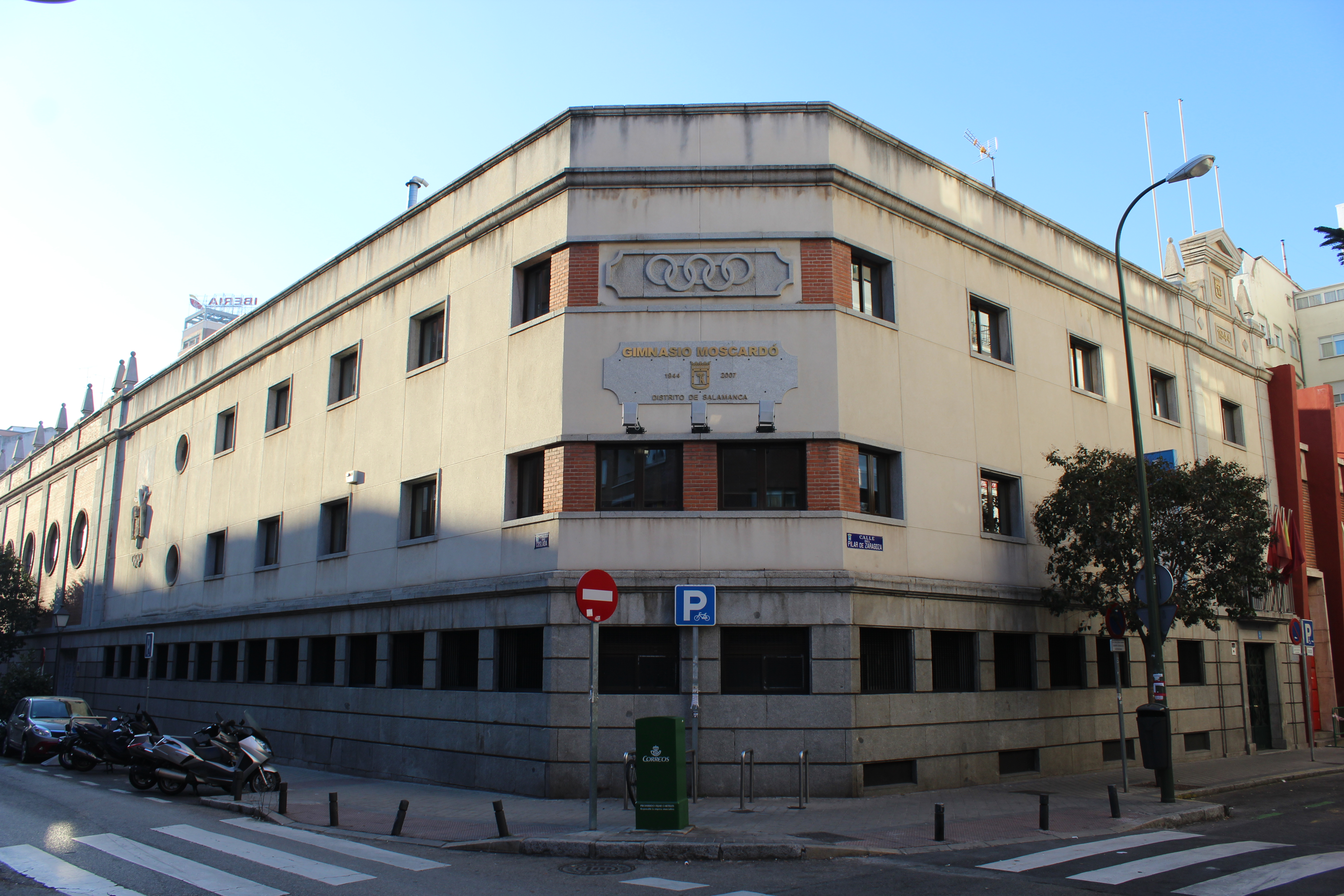
El Gimnàs Moscardón, al districte de Salamanca (Madrid), va ser el lloc d'entrenament de la selecció nacional de gimnàstica rítmica fins al 1997
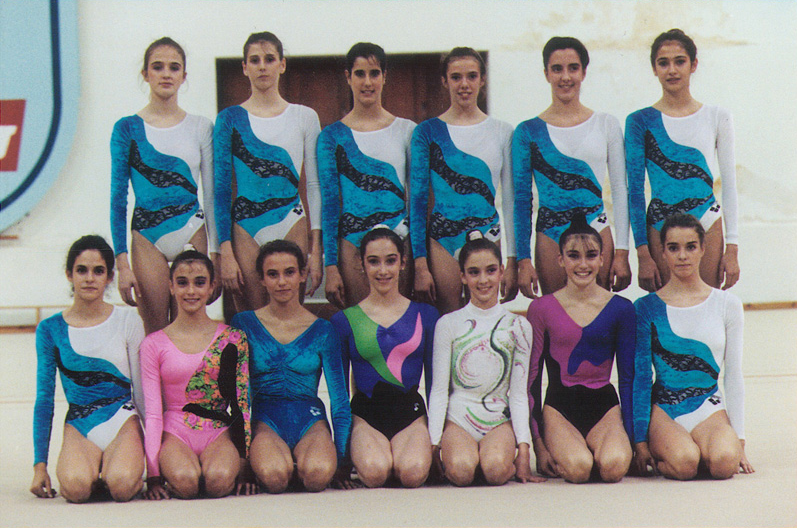
Aberturas (dempeus, segona a la dreta) amb la selecció de gimnàstica rítmica al Gimnàs Moscardón (1991)

#### 1990: Europeu de Göteborg
L'abril del 1990, participa com a titular en una exhibició del conjunt amb motiu de la inauguració del Pavellón Príncipe Felipe de Saragossa. Novament com a suplent de l'equip, és convocada al Campionat d'Europa de Göteborg, en què assoleix la medalla de bronze tant en el concurs general com en 3 pilotes i 3 cordes, i la de plata en 12 maces. A la Final de la Copa del Món, disputada aquest any a Brussel·les, assoleix 3 medalles de bronze, una per cada final. Serien assolides junt amb de Beatriz Barral, Lorea Elso, Bito Fuster, Montserrat Martín, Arancha Marty i Vanesa Muñiz, sent suplents a més Cristina Chapuli i Gemma Royo. Débora Alonso també formava part de l'equip, però no va ser convocada a les competicions fins a 1991.

#### 1991: Títol mundial a Atenes
El 1991, els dos exercicis del conjunt van ser el de 6 cintes i el de 3 pilotes i 3 cordes. El primer tenia com a música «Tango Jalousie», composta per Jacob Gade, mentre que el de pilotes i cordes, usava el tema «Campanas», de Víctor Bombi. El coreògraf de l'exercici de 6 cintes va ser Javier Castillo «Poty», llavors ballarí del Ballet Nacional, tot i que els coreògrafs habituals de l'equip eren els búlgars Georgi Neykov i Jorge Christoff.
Tot l'any 1991 va ser gimnasta suplent del conjunt. El 12 d'octubre d'aquest any, el conjunt espanyol va assolir la medalla d'or en el concurs general del Campionat del Món de Gimnàstica Rítmica d'Atenes. Aquest triomf va ser qualificat pels mitjans com històric, ja que va ser la primera vegada que Espanya es va proclamar campiona del món de gimnàstica rítmica. A la primera jornada del concurs general havien assolit una puntuació de 19,500 en l'exercici de 3 pilotes i 3 cordes, mentre que en la següent, amb el muntatge de 6 cintes, van obtenir una nota de 19,350 (9,90 en composició i 9,45 en execució). Amb una qualificació total de 38,850, l'equip espanyol va assolir finalment superar en el concurs general a l'URSS per 50 mil·lèsimes, mentre que Corea del Nord va ser bronze. L'endemà, serien també medalla de plata en les dues finals per aparells, la de 6 cintes, i la de 3 pilotes i 3 cordes, encara que com en la resta de la competició, Marta seria gimnasta suplent en els dos exercicis. Aquestes medalles van ser assolides per Marta junt amb de Débora Alonso, Lorea Elso, Bito Fuster, Isabel Gómez, Montserrat Martín i Gemma Royo, a més de Cristina Chapuli com l'altra suplent. Després d'aquesta consecució, a la fi de 1991 realitzarien una gira per Suïssa.

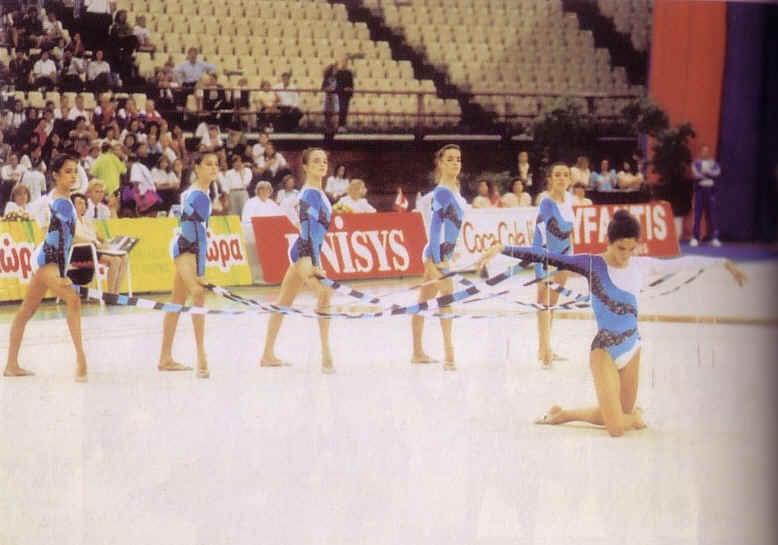
El conjunt espanyol a l'inici de l'exercici de 6 cintes al Mundial d'Atenes
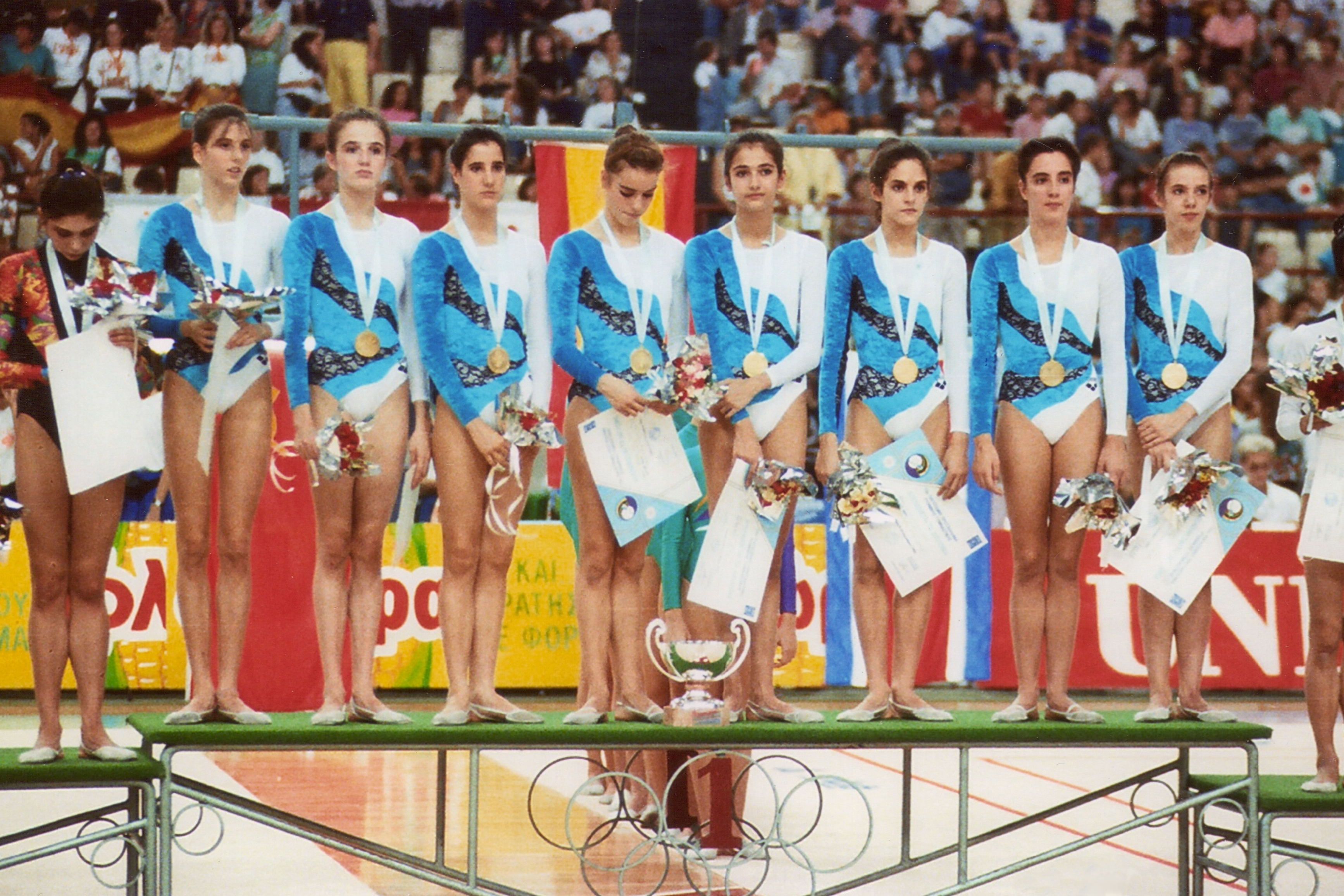
El conjunt espanyol amb l'or al podi del concurs general del Mundial d'Atenes (1991)

### Retirada de la gimnàstica
Es va retirar el 1991, després del Campionat del Món d'Atenes. El 1992 se li va atorgar la Medalla al Mèrit Esportiu de la Diputació General d'Aragó junt a la seva excompanya de l'equip Gemma Royo.

## Equipaments
| Període     | Proveïdor |
| ----------- | --------- |
| 1988 - 1991 | Arena     |

## Música dels exercicis
| Any         | Aparells             | Música                                                                            |
| ----------- | -------------------- | --------------------------------------------------------------------------------- |
| 1989 - 1990 | 12 maces             | «España cañí», pasdoble compost per Pascual Marquina Narro.                       |
| 1989        | 3 cercles i 3 cintes | Fragments de l'òpera Carmen de Georges Bizet, com el tema «Habanera».             |
| 1990        | 12 maces             | Peça Asturias (Leyenda), pertanyent a la Suite española, Op. 47 de Isaac Albéniz. |
| 1990 - 1991 | 3 pilotes i 3 cordes | «Spain» de Chick Corea, versionada per Michel Camilo i Tomatito.                  |
| 1991 - 1992 | 6 cintes             | «Tango Jalousie», compost per Jacob Gade.                                         |
| 1991        | 3 pilotes i 3 cordes | «Campanas», de Víctor Bombi.                                                      |

## Palmarès esportiu

### Selecció espanyola
| 1989 - DTB-Pokal Karlsruhe Plata en concurs general Plata en 12 maces Plata en 3 cercles i 3 cintes - Campionat del Món de Sarajevo* Bronze en concurs general Bronze en 12 maces Bronze en 3 cercles i 3 cintes - Wacoal Cup* Bronze en concurs general 1990 - DTB-Pokal Karlsruhe Or en concurs general - Gymnastic Masters de Stuttgart* Bronze en concurs general - Girls Cup Deutscher* Bronze en concurs general - Final de la Copa del Món a Brussel·les Bronze en concurs general Bronze en 12 maces Bronze en 3 pilotes i 3 cordes | 1990 (continuació) - Campionat d'Europa de Goteborg* Bronze en concurs general Plata en 12 maces Bronze en 3 pilotes 3 cordes - Wacoal Cup* Plata en concurs general 1991 - DTB-Pokal Karlsruhe Or en concurs general - Gymnastic Masters de Stuttgart* Bronze en concurs general Bronze en 6 cintes Bronze en 3 pilotes i 3 cordes - Campionat del Món d'Atenes* Or en concurs general Plata en 6 cintes Plata en 3 pilotes i 3 cordes |

* Com suplent de l'equip en els dos exercicis

## Premis, reconeixements i distincions
- Medalla al Mèrit Gimnàstic, atorgada per la Reial Federació Espanyola de Gimnàstica (1991)
- Medalla al Mèrit Esportiu, atorgada per la Diputació General d'Aragó (1992)[15]

## Filmografia
| Programes de televisió | Programes de televisió | Programes de televisió | Programes de televisió |
| ---------------------- | ---------------------- | ---------------------- | ---------------------- |
| 1990                   | Camarada Boneva        | La 2 de TVE            | Aparició al reportatge |